# فرناندو دي بييدادي دياس دوس سانتوس
فرناندو دا بيدادى دياس دوس سانتوس (بالبرتغالية: Fernando da Piedade Dias dos Santos‏) (ولد في 5 مارس 1950)، معروف باسم ناندو، هو سياسي في أنغولا. كان يشغل سابقا منصب وزير الداخلية. كما عين رئيس الوزراء في نوفمبر 2002 وتولى مهامه رسميا في 6 ديسمبر من العام نفسه . شغل منصب نائب رئيس جمهورية أنغولا ، منذ 4 فبراير 2010، وهو منصب تم إنشاؤه بموجب الدستور الجديد الذي يحل محل منصب رئيس الوزراء الملغى .ظل في منصب رئيس وزراء أنغولا في الفترة إلى 30 سبتمبر 2008. . كان رئيس الجمعية الوطنية لأنغولا من 2008 إلى 2010.